# 矮木蓝
矮木蓝（学名：Indigofera sticta）为豆科木蓝属下的一个种。

## 扩展阅读
維基物種上的相關：矮木蓝